# Tylko Grace
Tylko Grace (ang. Falling for Grace) – amerykańska komedia romantyczna z 2006 roku w reżyserii Fay Ann Lee.

## Opis fabuły
Grace Tang (Fay Ann Lee) pracuje na Wall Street. Kobieta aspiruje do wyższych sfer. Pewnego dnia udaje jej się dostać na imprezę, gdzie bawi się elita Manhattanu. Tam zostaje wzięta za kogoś innego. Poznaje Andrew, syna poważanego prawnika. Grace kontynuuje mistyfikację, oddalając się od bliskich.

## Obsada
- Fay Ann Lee jako Grace Tang
- Gale Harold jako Andrew Barrington, Jr.
- Margaret Cho jako Janie Wong
- Christine Baranski jako Bree Barrington
- Roger Rees jako Andrew Barrington, Sr.
- Ken Leung jako Ming Tang
- Clem Cheung jako Ba
- Elizabeth Sung jako Ma
- Ato Essandoh jako Jamal Taylor
- Stephanie March jako Kay Douglas
- Lewis Black jako Rob York